# Música llatinoamericana
La música llatinoamericana és la música dels països d'Amèrica Llatina i el Carib i ve en moltes varietats. Amèrica Llatina és la llar d'estils musicals com el senzill conjunt de música rural del nord de Mèxic, la sofisticada havanera de Cuba, els rítmics sons de la plena de Puerto Rico, les simfonies de Heitor Villa-Lobos, així com la simplicitat de la quena. La música ha tingut un paper important recentment a la política d'Amèrica Llatina, el moviment de nova cançó era un clar exemple. La música llatina és molt diversa, tenint com a únic fil comú l'ús d'idiomes derivats del llatí, principalment l'idioma espanyol, l'idioma portuguès al Brasil, i en menor mesura, altres llengües derivades de llengües criolles com les que es troben a Haití.
Al continent americà existeixen diversos estils de música llatina, tots els quals neixen de la barreja d'elements musicals europeus, africans i indígenes. En el passat, diversos autors havien suggerit posicions extremes, com que la música llatina no havia rebut la influència africana o, en canvi, que era purament africana i mancava d'elements indígenes i europeus. Avui en dia, està generalment acceptat que els ritmes llatins són sincrètics. D'una manera més específica, les formes espanyoles de composició de cançons, els ritmes africans i l'harmonia europea són parts importants de la música tropical llatina, així com dels gèneres més moderns com el rock, el heavy metal, el punk, el hip-hop, el jazz, el reggae i el R&B.
La décima, una forma de compondre cançons d'origen espanyol on hi ha deu línies de vuit síl·labes cadascuna, va ser la base de molts estils de cançons llatinoamericanes. La influència africana és, així mateix, central en els ritmes llatins, i és la base de la rumba cubana, la bomba i la plena de Puerto Rico, la cúmbia colombiana, la samba brasilera, la marimba equatoriana i de diversos estils peruans com el festejo, el landó, el panalivio, el socabón, el son de los diablos o el toro mata. Al Perú hi ha regions on la influència musical africana es barreja amb la gitana. Exemples d'això se'n troben per tot el nord i centre del país en ritmes com ara la zamacueca, la marinera i la resbalosa. Un dels mestissatges musicals més rars, la influència afrogitana, es nodreix de la cultura andina, donant origen a ritmes com el tondero, la cumanana i el vals peruà. Altres elements musicals africans prevalen més en la música religiosa de tradicions sincrètiques i multifacètiques, com el candomblé brasiler i la santeria cubana.
La síncope, tècnica musical on es prolonga el so d'una nota d'un compàs, és una altra característica de la música llatina. L'èmfasi africà en el ritme també es va heretar, i s'expressa mitjançant la primacia donada als instruments de percussió, que en conjunt es coneixen com a "percussió llatina". L'estil de pregunta i resposta és comú a l'Àfrica, i també està present en la música de l'Amèrica Llatina.

## Música indígena

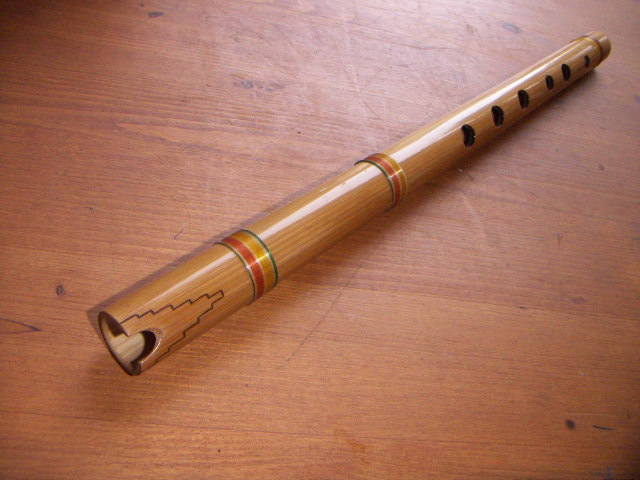
Quena, flauta andina

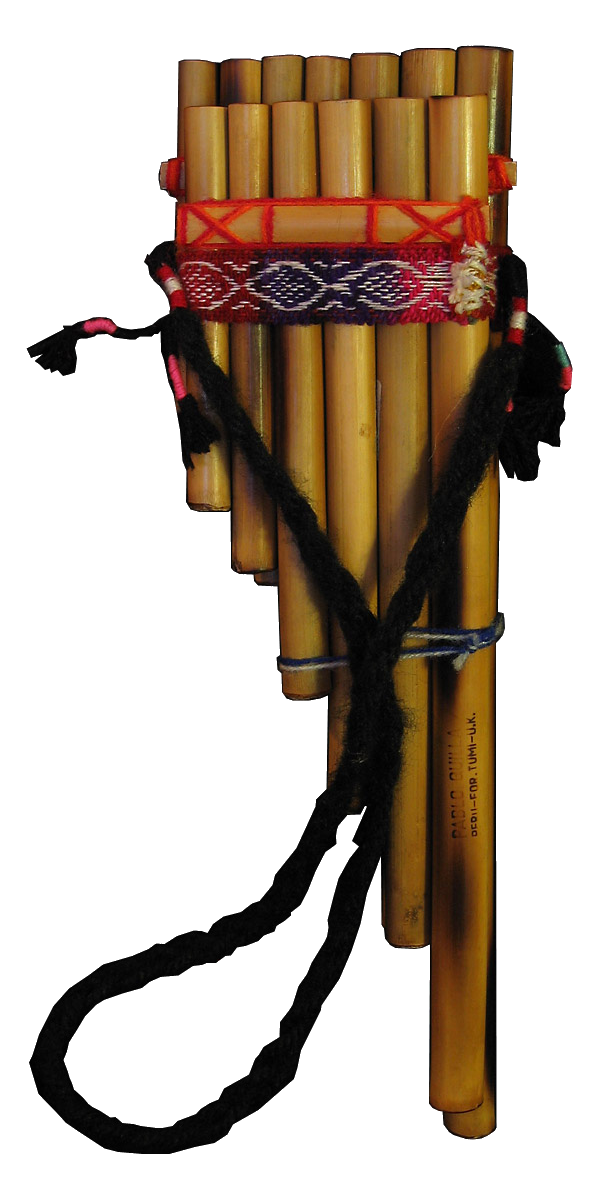
Zampoña, un tipus de flauta de Pan típica de la música dels Andes.

Molt poc se sap sobre la música que hi havia al continent americà abans de l'arribada dels espanyols. Les antigues civilitzacions mesoamericanes dels maies i els asteques tocaven instruments entre els quals s'inclouen el tlapitzalli (flauta), el teponatzli (tambor de fusta), una espècie de trompeta feta de cargol de mar, diversos tipus de sonalls i raspes, i el huehuetl (timbal).
Els primers escrits dels colonitzadors espanyols indicaven que la música asteca era plenament religiosa, i era executada per músics professionals; alguns instruments eren considerats sagrats, i els errors en l'execució era castigat perquè representar una ofensa als déus. Algunes representacions pictòriques indiquen que l'execució amb conjunts instrumentals era bastant corrent. Instruments similars es troben entre els inques, que tenien una àmplia varietat de zampoñas i ocarines.
La música indígena d'alguns països andins (Equador, Perú i Bolívia), tendeix a la utilització prominent d'instruments de vent usualment elaborats amb fusta i canyes, així com amb ossos d'animals. El ritme, habitualment, és mantingut amb tambors coberts amb fusta i cuirs, que interpreten patrons rítmics simples i ritmes variats. Això és acompanyat amb instruments de l'estil de sonalls fets de peülles, còdols o llavors. Els instruments de corda d'origen europeu i mediterrani han tingut adaptacions locals com són el charango i la mandolina.

## Orígens

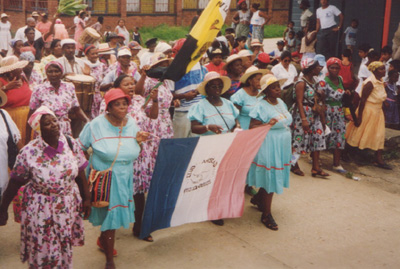
Desfilada de garifunes

L'arribada dels espanyols i la seva música marca l'inici de la música llatinoamericana. En les èpoques immediatament anteriors, a Espanya i Portugal havia existit una coexistència de diversos grups ètnics, incloent àrabs, moros del nord d'Àfrica, gitanos, jueus i cristians, cadascú amb les seves pròpies manifestacions musicals, fet que va contribuir a l'evolució de la música primigènia llatina. Molts instruments i estils musicals dels moros van passar a formar part de la cultura espanyola; per exemple, l'estil de cant nord-africà nasal i l'ús freqüent de la improvisació. De l'Europa continental, Espanya va adoptar la tradició francesa dels trobadors, que durant el segle xvi va formar una part important de la cultura espanyola. D'aquesta herència es va mantenir el format de la décima, un tipus de composició lírica, que es manté com a part fonamental de la música llatinoamericana, i que està present en el corrido, el bolero i el vallenato.
Alguns pobles moderns d'Amèrica Llatina són essencialment africans, com els garifunes o caribs negres d'Amèrica Central. La seva música reflecteix el seu aïllament de la influència europea. Tanmateix, en general, els esclaus africans van arribar al continent americà modificant les seves tradicions musicals, i adaptant els estils rítmics africans a les cançons europees, i viceversa.

## Música popular per països

### Argentina

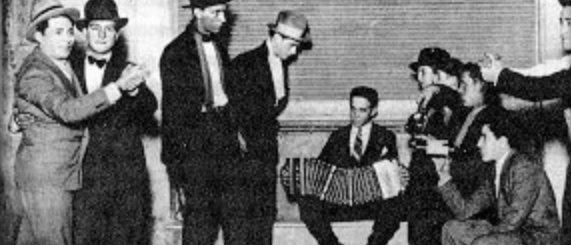
Joves treballadors ballen un tango i escolten un bandoneonista a Buenos Aires, cap al 1900.

El tango és potser l'estil musical més famós de l'Argentina, i és conegut al món sencer. Altres ritmes inclouen la chacarera, la cueca, la zamba i el chamamé. Entre els ritmes moderns es poden nomenar el cuarteto, la cúmbia i les seves derivacions. El rock argentí va començar a ser popular durant la dècada del 1980, estenent-se posteriorment per la resta de Llatinoamèrica.

### Bolívia
La música de Bolívia és una de les més representatius entre tots els estils musicals nacionals de Sud-amèrica. Posterior al període nacionalista dels anys 50, les cultures quítxua i aimara van aconseguir una major i millor acceptació; com a conseqüència, els estils de música representatius van tenir un període de fusió gradual amb el pop. Los Kjarkas van jugar un rol important en aquesta fusió. Altres formes de música nativa, com el huayño i la dansa de Caporal saya tenen una gran difusió.

### Brasil
Brasil és un país extens geogràficament i divers en l'aspecte cultural. Té una llarga història de desenvolupament musical, que abasta des d'un estil innovador d'inicis del segle XX com la samba fins a la moderna música popular brasilera i el tropicalisme. La bossa nova i el latin hass són coneguts internacionalment.
Entre els instruments que tocaven els pobles nadius de la selva tropical brasilera hi havia tipus de xiulets, flautes, trompetes, tambors i maraques. Gran part de la música folklòrica de la zona imita el so de la selva amazònica. Quan van arribar els portuguesos al Brasil, els indígenes que van contactar amb ells van desenvolupar una sèrie de flautes de canya i de vent i instruments de percussió. Els missioners jesuïtes van introduir cançons que utilitzaven la llengua tupí, amb lletres cristiana, en un intent de convertir la gent al cristianisme, i també va introduir el cant gregorià, la flauta, l'arc i el clavicordi.
La primitiva música en el que ara és el territori del Brasil va ser la dels pobles nadius de la zona. Poc se sap sobre la seva música, ja que no hi ha registres escrits d'aquesta època. Amb l'arribada dels europeus, la cultura brasilera va començar a prendre forma com una síntesi dels estils musicals nadius amb la música portuguesa i la música africana.
A principis del segle 20, la samba va començar a desenvolupar-se a partir de choro, en els barris de Rio de Janeiro, zones habitades principalment per negres pobres descendents d'esclaus. La popularitat de la samba ha anar augmentat durant el segle xx.
L'esport afro-brasiler de la capoeira mai es juga sense l'acompanyament de la seva pròpia música, que és generalment considerada com una forma de la música popular de pregunta i resposta. Els principals instruments de la música de capoeira inclouen el berimbau, l'atabaque i el pandero. Les cançons de la capoeira podien ser improvisades en el moment, o poden ser cançons populars compostes per grans mestres, i sovint inclouen narracions sobre la història de la capoeira, o sobre les obres dels grans mestres.

### Xile
La música de Xile reuneix tant l'esperit dels aborígens andins de l'altiplà com els ritmes colonials espanyols. La cueca és el ball nacional de Xile, mentre que el moviment musical de la nova cançó xilena i el rock nacional sorgits al segle xx perduren com a ritmes típics del país.

### Colòmbia
La cúmbia és originalment un estil colombià de música popular, àmpliament exportat a la resta de Llatinoamèrica, especialment a Perú, Mèxic, Xile i Argentina. El vallenato també és un altre dels típics ritmes del país. La cúmbia està relacionada amb altres estils de la regió costanera atlàntica, com el porro, la puya i el bullerengue, usualment producte d'una barreja d'influències negres, indígenes i espanyoles.

### Costa Rica
La música de Costa Rica està representada per expressions musicals com el tambito, la parrandera, el vals, el bolero, la quadrilla, el calipso, el chiquichiqui, i el mento. Tots ells sorgits dels processos migratoris i els intercanvis històrics entre indígenes, europeus i africans. Alguns instruments típics són el quijongo, la marimba, l'ocarina, el bajo de cajón, el sabak, les flautes de canya, l'acordió, la mandolina i la guitarra.

### Cuba
Cuba ha produït molts dels estils musicals més estesos pel món, així com un nombre important de músics de renom en una varietat de ritmes, entre els quals es poden nomenar el canto nuevo, el txa-txa-txa, el mambo, la Nueva Trova i el son cubà.
La música cubana és l'expressió dels ritmes portats a l'illa especialment pels colonitzadors espanyols i pels negres esclaus procedents d'Àfrica. També, en menor mesura, hi ha una certa influència asiàtica, amb la inclusió de la corneta xinesa en la conga dels carnavals, un fet que va començar amb l'arribada dels primers immigrants xinesos a l'illa. El 1850 van arribar a Cuba 150.000 xinesos. Segons l'origen de les seves influències, podríem fer una divisió fonamental entre la música euro-cubana i la afro-cubana, i d'una molt extensa derivació de totes dues, amb les seves variades manifestacions populars a través dels anys i per les quals la música de Cuba ha estat sempre reconeguda a través del món i per moltes generacions.
Qualsevol classificació que es pretengui fer de la música cubana dependrà més aviat del grau de barreja entre les influències europees i africanes que es descobreixin en ella. Ara bé, reduir-la a aquesta classificació seria massa simple, ja que en realitat la música cubana és el ric i complex resultat de la fusió creativa d'aquestes dues fonts, al qual s'ha addicionat històricament la influència de les més diverses cultures i tendències musicals.
La música tradicional o folklòrica cubana es classifica en el complex del punt, el complex de la rumba, el complex del danzón i el complex del son. La música tradicional té gèneres que estan també immersos dins la música popular, el qual inclou el complex de la cançó, la salsa, el rock i el hip hop.
Avui dia es viu un nou boom d'aquesta, resultat del redescobriment, almenys a nivell comercial i dels grans circuits de la música, del que és un puixant moviment musical que va des de l'anomenada salsa, fins a la música electroacústica passant pel jazz el rock i la música clàssica.
La diversitat de grans figures com Silvio Rodríguez, Ernesto Lecuona o Chucho Valdés, entre molts altres, són potser mostra de la diversitat i riquesa d'aquesta música, que és considerada per alguns, al costat de la dels Estats Units i el Brasil, com una de les fonts més importants de la música popular contemporània.

### República Dominicana
El merengue ha estat popular a República Dominicana durant moltes dècades, i és una mena de símbol nacional. La bachata és més recent; derivada de música rural del país, la bachata ha evolucionat i crescut en popularitat durant els darrers 40 anys.

### Equador
La música equatoriana es pot classificar en tres grans tipus: mestissa, índia i negra.
La música mestissa surt de la interrelació entre la música espanyola i índia. En ella hi ha ritmes com la cercavila, passadissos, albazos i sanjuanitos i es caracteritza per l'ús d'instruments de cordes. També hi ha variacions regionals, com ara estils més costaneres, com el vals (similar al vals peruà) i la música montubio. A l'Equador, la música índia ve determinada en major o menor grau per la influència de la cultura inca quítxua. Dins d'ella trobem sanjuanitos (que és diferent del mestís sanjuanito), capishkas, dansaires i yaravis. La música no quítxua ve de la música indígena tsachila de Santo Domingo que està influenciada per la veïna marimba d'arrels africanes. En el cas de la música amazònica destaca especialment la dels shuar, un poble de l'Amazònia.
La música negre equatoriana es pot agrupar en dos grans grups geogràfics. En el primer grup hi ha la música negre de la província costanera d'Esmeraldas i es caracteritza per l'ús de la marimba. La segona varietat és la música negre de la Vall del Chota, a la Serra Nord, principalment coneguda com a Bomba del Chota, i es caracteritza per un mestís més pronunciada i la influència índia de la marimba esmeraldeña. La majoria d'aquests estils de música també pot ser interpretada per bandes d'instruments de vent de diferents mides en les festes populars de tot el país.
A l'Equador hi ha tres corrents d'estils musicals. Entre la música culta, hi ha el pasillo, la pasacalle, el yaraví, el sanjuanito, la tonada i la bomba del Chota. La música indígena, generalment, se l'anomena música andina. D'altra banda hi ha la música dels negres que es caracteritza per l'ús de la marimba.

### Guatemala
Guatemala és un país amb una gran riquesa musical que té les seves en la cultura maia, tradició que després es va barrejar amb la música europea. Té dos ritmes musicals coneguts: el son i la guarimba. L'instrument nacional és la marimba declarat un símbol del país. També destaquen, entre d'altres, instruments com el tun, la chirimia, o la closca de tortuga.

### Haití
La música d'Haití està influïda en gran manera per la majoria dels llaços colonials amb Europa i la migració des de l'Àfrica impulsada pel tràfic d'esclaus. En el cas de la colonització europea, la influència musical deriva principalment de la cultura francesa, però la música d'Haití també s'ha vist influïda en gran manera pels seus veïns de parla espanyola, la República Dominicana i Cuba; la seva música ha contribuït molt al desenvolupament dels gèneres musicals del país. Entre els estils de música exclusius d'Haití es troben els derivats de la música lligada a les tradicions cerimonials del vodú i el popular compás o kompa; també cal destacar el meringue relacionat amb la música merengue dominicana.
Haití no té música enregistrada fins al 1937 quan es va registrar Jazz Guignard-comercial. La rica barreja dels sons africans i europeus, juntament amb les influències cubanes i dominicanes, va donar origen a la diversa música d'Haití.

### Mèxic
Com tota la cultura del país, la música de Mèxic és fruit del mestissatge que es va donar entre les tradicions europees, americana i africana, entre d'altres. La música mexicana és molt variada i inclou diversos estils determinats per la regió geogràfica de procedència, així per les diferents èpoques de desenvolupament.
El mariachi és el ritme més popular de Mèxic i un dels ritmes més representatius de la música llatina. El hupango, la música ranxera, els jarabes, corridos, boleros, sons abajeños, duranguense o el son jarocho forma part de la varietat de gèneres existents al país. Moltes de les cançons més famoses i tradicionals de Mèxic són conegudes a tot el món, encara que l'origen mexicà d'aquestes composicions de vegades no és clar per a qui no està familiaritzat amb la cultura mexicana. Cielito Lindo, La bikina, La Bamba, Solamente una vez o Bésame mucho són alguns dels exemples més conegut. Bésame mucho ha estat el tema més interpretat i amb més versions de la música hispanoamericana.
Internacionalment és molt conegut el conjunt del mariachi, que ha anat associat a grans figures de la "cançó mexicana" ranxera. Va tenir el seu període de floriment entre les dècades de 1940 a 1970. És un cas molt interessant, doncs, un conjunt típic regional es va convertir en un símbol nacional. El mariachi era originari de l'occident de Mèxic, específicament dels estats de Nayarit, Colima i Jalisco, que es disputen la seva paternitat. El cert és que en un principi, el mariachi era una orquestra popular i indígena, i la seva indumentària no tenia res a veure amb la del charro (és a dir, el vestit dels rics hisendats ramaders) i interpretaven els "sons de mariachi". Una nota interessant és que aquests conjunts musicals arribar a la Ciutat de Mèxic abans que a la capital de Jalisco. A partir de la primera dècada del segle XX comencen a transformar-se: vesteixen el vestit de charro (mateix que ja usaven les orquestres típiques des del porfiriato), i amplien el seu repertori amb peces de diferents regions de la República: sons abajeños, jarabes, corridos, Huapango i cançons braves. També van afegir la trompeta com a instrument imprescindible.

### Nicaragua
La música de Nicaragua és una barreja de diferents cultures de les tribus indígenes, els conqueridors europeus, i una esclaus. Estils de música varia al llarg de les diferents regions del país. En la música de la costa Carib amb influència africana i indígena, s'escolta, a la costa del Pacífic de la música es considera una barreja de la cultura indígena i espanyola i al nord o la regió Central de Nicaragua, la música té més d'un estil europeu, aquest és a causa de l'onada dels europeus, la majoria alemanys, que viuen a la regió. Europea de danses com la influència de polka i masurca també es balla en aquesta regió.
La costa caribenya de Nicaragua és conegut per la seva Pal de maig, que és una forma viva i sensual de la música de ball que és especialment forta i se celebra durant el Festival de Palo de Maig. La comunitat garífuna existeix a Nicaragua i és conegut per la seva música popular anomenat Punta. A més, Soca, Reggae Reggaeton i és popular a tot el país.
Ritmes com la troba es va convertir en essencial per als escriptors a l'escenari post-guerra dels anys 70 i 80. Escriptors trova utilitzat per expressar la injustícia social, l'esperança d'un demà millor, el patriotisme i la conservació ecològica. Això, al seu torn, es va convertir en un ritme utilitzat en la creació artística de Nicaragua, i per tant, també es va convertir en part de la cultura. Ben conegut en aquesta categoria és Duo Guardabarranco, format pels germans Salvador i Katia Cardenal.
Un altre gènere musical popular a Nicaragua és el Chicheros, sovint consistent en una trompeta i trombó o d'altres instruments de metall, amb els músics tocant percussions addicionals diferents. Aquesta és la causa de ser escoltats en les parts privades de tot el país.
La marimba de Nicaragua es distingeix de les altres formes de marimba a Amèrica Central per la forma en què es juga. Marimba de Nicaragua és interpretat per un artista intèrpret o executant assegut que sosté l'instrument sobre els seus genolls. En general són acompanyats per un contrabaix, guitarra i guitarró (una guitarra petita, similar a una mandolina). Aquesta música es toca en les funcions socials com una mena de música de fons. La marimba és fet amb plaques de fusta, col·locada sobre el bambú o tubs de metall de diferents longituds. Es juga amb dos o quatre martells.
El ritme musical més popular a Nicaragua és el palo de mayo, que és una dansa i un gènere musical. Altres estils populars inclouen la marimba i la punta.

### Panamà
El ritme i ball típic més popular del Panamà se l'anomena pindín o simplement "típico". Existeix en forma de ball folklòric, més refinat i coreografiat, i en la seva forma més popular, i es balla en jorones, tendals i centres de balls. Antigament s'utilitzava molt el violí, encara que des de fa dècades es va imposar l'acordió. Entre els cantautors de música popular destaca Osvaldo Ayala, Ulpiano Vergara, Alfredo Escudero i els germans Sandoval, Samy i Sandra. Un altre ritme popular és la dansa dels congos, a la regió del nord, la qual està molt influenciada per elements africans i antillans. És notable la proliferació de torrentes de trova amb guitarra, anomenada cantadera o décima, en la qual és comú l'ús de la guitarra espanyola i el violí. La mejorana és un gènere popular, que destaca perquè s'utilitza un tipus autòcton de guitarra anomenat mejoranera. Alguns exponents de la música llatina a Panamà són Rubén Blades, Pedro Altamiranda, i la guanyadora de "Latin American Idol 2008", Margarita Henríquez i Nigga.

### Paraguai
Al Paraguai és notable el guarania, un estil folklòric de música creada al Paraguai pel músic José Asunción Flores el 1925 amb el propòsit d'expressar el caràcter del poble paraguaià. També la polka i la sarsuela són estils presents en la cultura del país.
La polka paraguaiana va adoptar el nom d'un ritme europeu. És el tipus de música més típic i té relativament diferents versions com la galopa, l'Krye'ÿ Paraguaiana i la Cançó, o cançó paraguaiana. Els dos primers són més ràpids i més optimista que la polca estàndard, i la tercera, una mica més lent i poc melancòlic. Altres estils populars inclouen l'Jahe'o Purahéi i el Compost, que generalment diuen trist, èpica o històries d'amor.
La polka generalment es basa en lletres poètiques, però hi ha peces emblemàtiques de la música paraguaiana que hi ha, com l'Ocell Campana, o Songbird, de Félix Pérez Cardozo. Guarania és el segon més conegut estil de música paraguaiana i va ser creat pel gran músic José Asunción Flores el 1925. Música paraguaiana depèn en gran manera de dos instruments: la guitarra i l'arpa, els primers exemplars van ser portats pels conqueridors i van trobar el seu propi estil al país.

### Perú
La música del Perú és rica i diversa. A les costes peruanes es troben ritmes com el landó, la zamacueca (que li dona origen a la cueca xilena i a la zamba Argentina), el festejo, el panalivio, cumananas i socabones, menys usats en l'actualitat; tots són d'origen africà. Existeixen també el tondero, la marinera nord, que es caracteritza pel seu ball de seguici, de moviments àgils i desplaçaments lliures, essent la seva execució bastant complexa; existeix també la marinera limenya que és més recatada. Els valsos criolls o valsos peruans, com són coneguts a la resta del món, representen una part important de la música de la costa. A la serra es troben els huayna, els yaravíes, les mulizas; els instruments utilitzats en la música de la serra del Perú són diversos tipus de zampoña i siku, la quena, l'antara, corns andins, el violí andí, l'arpa i, fins i tot, el saxofon. La música de la selva peruana, està molt lligada als seus balls i és de caràcter alegre; es fa servir un tipus flauta i també tambors.

### Puerto Rico
La música de Puerto Rico ha estat influenciada pels indis taïnos, els espanyols, els esclaus africans, Panamà, Cuba, França, la República Dominicana i els Estats Units. Actualment és una música que és molt popular al Carib i a tot el món. Els gèneres populars característics inclouen la bomba, la plena i el seis, mentre que les innovacions més modernes inclouen el hip-hop fusionat amb el reggaeton. La bomba i la plena han estat populars a Puerto Rico des de fa molt temps, mentre que el reggaeton és una invenció relativament recent.
La història de la música a l'illa de Puerto Rico s'inicia amb els seus habitants originals, els indis taïnos que han influït en la seva cultura en gran manera, deixant importants contribucions com són els seus instruments musicals, el llenguatge, l'alimentació, tipus de plantes medicinals i l'art.
El güiro o guicharo és un idiòfon, un instrument que el so es produeix per raspat i està fet del fruit de la Cucurbita lagenaria o arbre marimba amarg. S'ha trobat també, amb altres formes i desenvolupaments dins la música llatina. Alguns sostenen que originalment és un instrument nadiu de l'illa, creat pels indis taïnos. Altres sostenen que es va originar a Amèrica del Sud. El güiro es toca amb un raspador anomenat pua, i produeix un so ronc. Un altre instrument taïno que encara s'utilitza avui en dia són les maraques. El seu nom deriva del nom taíno original, amaraca, que és d'origen araucà. La maraca es fa a partir de la closca buida de la fruita de la Crescentia cujete, un arbre de fulla perenne.
De la música llatina a l'illa actualment l'estil més representatiu és la salsa. La salsa, en essència, és d'origen cubana, tant en el ritme, l'origen de l'estil i la instrumentació, però que va passar per un procés sotmès a diverses modificacions de l'estil a Nova York, on un gran nombre d'immigrants procedents de Puerto Rico es van establir. A finals de 1960, els porto-riquenys afegit i ampliat aquest gènere amb influències de la música rock, el son montuno cubà, chachachá, mambo, rumba, jazz llatí i la cumbia colombiana.

### Uruguai
La música de l'Uruguai, més que altres països, no reconeix les fronteres polítiques; en aquest cas comparteix molts ritmes amb els seus veïns: pel nord i per l'est amb el Brasil, per l'oest i a través del Riu de la Plata, amb Argentina, i fins i tot, amb Paraguai, ja que la cultura guaraní travessa les províncies del litoral argentí i penetra a la banda oriental. Així apareixen gèneres compartits com la milonga, el gato, l'estilo, la litoraleña, el pericón, la cifra, la chamarrita, la vidalita, el rasguido doble, el triste, el cielito, la maxixa, el Xote, la polca, el chico zapateado, etc. Però la música de l'Uruguai també té ritmes que li són exclusius, com el candombe de Montevideo i la murga uruguaiana, que tenen el seu apogeu en el Carnestoltes; o la serranera, creada per Rubén Lena. I així com en algun moment apareix el candombe a Buenos Aires, però amb un abast limitat, existeix també el tango a Montevideo, amb un desenvolupament independent de l'argentí.

### Veneçuela
Diversos estils de música veneçolana tradicional, com la salsa i merengue, són comuns als seus veïns del Carib. Potser la més típica música veneçolana és el joropo, una forma rural que es va originar en els plans o planes. Una altra música molt popular a Veneçuela és la gaita. Aquest gènere originat a la regió de l'estat Zulia i és molt popular durant l'estació de Nadal. La gaita unit als estrenos, conformen la representació nacional veneçolana de Nadal.
La música llanera és un estil musical popular de Veneçuela originada a Los Llanos. El calipso veneçolà, importat de Trinitat en els anys 1880 pels immigrants que van arribar durant febre de l'or, té el seu propis ritmes distintius i el seu estil líric característic.

## Estils

### Propis

#### Nueva Canción
La Nueva Canción és un moviment musical llatinoamericà que va ser desenvolupat per primera vegada en el Con Sud durant els anys 1950 i 1960, però que després es va estendre cap a Amèrica Central. Combina música popular tradicional i acords del rock, amb lletres sovint progressistes i polititzades. Va obtenir gran popularitat, i pot considerar com a precursora del rock en espanyol.

#### Salsa
La salsa és una amalgama d'estils musicals llatinoamericans, especialment cubans i portoriquenys, creada per immigrants caribenys a la ciutat de Nova York cap a inicis dels anys 1970.

#### Música texana
La música texana pot ser categoritzada com una conjunció de country, rock, i Rhythm & Blues originada a Texas i executada tant en espanyol com en anglès, tenint una gran varietat d'influències culturals.

#### Reggaeton
El reggaeton s'ha convertit des dels anys 2000 en un fenomen internacional, sent difícil de classificar com un gènere merament porto-riqueny o panameny. Combina influències musicals de Jamaica, com el reggae i el dancehall, amb altres ritmes llatins, com la bomba i la plena, així com hip-hop. La música és més acompanyada amb rap (generalment) en espanyol.

### Estils importats
Entre els estils importats de música popular amb un estil llatí distintiu inclouen el jazz llatí, el rock argentí, el rock xilè, i el hip-hop en espanyol, tots basats en estils nord-americanes (jazz, rock and roll i hip hop). La música dels llocs no llatins del Carib gaudeix també de gran popularitat, especialment el reggae i el dub de Jamaica, el calipso de Trinitat i Tobago i la soca d'Antigua i Barbuda.